# Gregor Kobal
Gregor Kobal (tudi Cabau ali Cobau), slovenski kmečki upornik, * (?), † 20. april 1714, Gorica.
Gregor Kobal je bil leta 1713 eden od 11-tih voditeljev tolminskega kmečkega upora. Po nekaterih virih naj bi bil Kobal doma iz zaselka Podsele pri kraju Sela pri Volčah. Skupaj z Ivanom Miklavčičem (Ivanom Gradnikom), Lovrencem Kraguljem in Martinom Munihom je 1713 organiziral t. i. veliki tolminski upor proti grofu Antonu Coroniniju, vendar pa njegova vloga v samem uporu ni točno znana. Smrtna obsodba nad voditelji upora je bila izrečena 17. aprila 1714. Kobal je bil skupaj z zgoraj imenovanimi tovariši obglavljen in razkosan na štiri dele 20. aprila 1714 na Travniku v Gorici.